# Фіалковська дача
Фіалковська дача — історична місцевість Києва, колишній хутір та лісничівка за 1 км на північ від старої частини Броварів.

## Історія
Хутір Фіалковська дача лежав за 1 км на північ від старої частини Броварів. Виник не пізніше 1913 року як приватний маєток польської родини Фіалковських на північній околиці Броварів. Маєток лежав у межах сучасного парку Приозерний на півночі міста Бровари. Від прізвища родини Фіалковських і походить назва. У довіднику «Весь Киев на 1915 год» міститься план маєтку Марії Фіалковської (хутір Ступецький) з оголошенням про продаж лісових дачних ділянок. Згідно з довідником, тут налічувалося 12 вулиць та понад 200 власників ділянок, а також парк та ставок. Проте невідомо, чи тут фактично встигли створити дачне поселення. 1918 року панська родина Фіалковських виїхала зі свого маєтку. Тож з 1918 року панський маєток став хутором. У хуторі був сад, головний житловий та кілька господарських будинків. У межах маєтку був ставок.
12 жовтня 1923 року Фіалковська дача та хутір Ступецький увійшли до складу Броварського району, підпорядковувався Броварській сільській раді. Назва (як Фіялківщина) вперше згадана в довіднику «Список поселень Київської округи» 1926 року, у хуторі налічувалося 8 дворів, мешкало 34 жителі.
Поселення недовго існували як окремі. Як свідчить довідник «Населені місця Київщини. Попередні підсумки перепису 17 грудня 1926 року», того ж року хутір (у довіднику — «Фиялкивщина») та сусідній хутір Ступецький приєднані до Броварів.
На топографічній мапі 1932 року змальовано колишній хутір та сад навколо на околиці Броварів, а в лісі північніше позначено 6 поодиноких дворів — лісничівки. Колишній маєток було знищено, найімовірніше, під час Другої світової війни.
У 1950-ті роки лісова частина Фіалковської дачі разом з усім Броварським лісництвом увійшла до меж Києва. Вона входила до складу Дарницького району, з 1969 року — Дніпровського району, з 1987-го — Ватутінського, а з 2001-го — Деснянського району. Нині урочище Фіалковська дача, у якому розташована окрема лісничівка, у 48-му кварталі Білодібровного лісництва, за 800 м на північ від Броварів. Складається із житлового будинку, де мешкає лісник, та кількох допоміжних споруд поряд. Будинок споруджено не пізніше кінця 1950-х.